# Jervvasstind
Jervvasstind est un sommet situé dans le massif d'Hurrungane, dans le Jotunheimen, en Norvège. C'est le neuvième plus haut sommet du pays et de Scandinavie, culminant à 2 351 m d'altitude. Il est situé à proximité immédiate du Store Styggedalstind.